# Thomasomys monochromos
Thomasomys monochromos là một loài động vật có vú trong họ Cricetidae, bộ Gặm nhấm. Loài này được Bangs mô tả năm 1900.